# Calcio Lecco 1912 2023-2024
Questa voce raccoglie le informazioni riguardanti il Calcio Lecco 1912 nelle competizioni ufficiali della stagione 2023-2024.

## Stagione
È il 12º campionato di Serie B del Lecco dopo cinquant'anni di assenza. Il Lecco inizia il campionato con qualche giornata di ritardo perché lo stadio non era considerato a norma. Dopo numerosi tentativi la Serie B decide di accettare lo stesso lo stadio. Con queste giornate rimandate non si ha potuto avere una chiara visione di cosa fece il Lecco vedendo il campionato per giornate senza giocarlo, ma solo quando le partite le ha effettivamente disputate. I celesteblù hanno iniziato il campionato con una serie di sconfitte, riuscendo a prendere un solo punto nelle prime partite. A ottobre il tecnico Luciano Foschi, esonerato pochi giorni prima. La prima vittoria arriva a Pisa (1-2) con un gol al 96° di Tordini, in quella avrebbe dovuto essere la prima giornata di campionato, ma che si è giocata a fine ottobre. Da quel momento il Lecco riesce a fare qualche altra vittoria e riesce ad arrivare a 20 punti alla fine del girone di andata. Nonostante tutto, arrivato il girone di ritorno, la squadra cambia atteggiamento, ma poi perde (5-1) contro la concorrente Feralpisalò e raccoglie numerose sconfitte consecutive. Il 3 marzo, all'indomani della sconfitta contro il Sudtirol, Luciano Foschi viene richiamato mentre si trovava nella sua città natale Albano Laziale; ma poco dopo essere tornato in città, viene informato del ripensamento del presidente, Luciano Foschi è così tornato nel Lazio. Dopo tante sconfitte l'unico risultato utile che è riuscito ad ottenere dall'inizio del girone di ritorno è un pari (0-0) contro la Ternana, chiudendo il torneo cadetto all'ultimo posto, con una salvezza lontana diversi punti. Alla fine della stagione riesce in totale a raccogliere 26 punti, che ovviamente non erano sufficienti alla salvezza e quindi retrocede in Serie C con l'ultimo posto. Il Lecco non è stato ammesso a partecipare alla Coppa Italia a causa dei ricorsi per l'ammissione in cadetteria perdurati per tutta l'estate.

## Divise e sponsor
Per la stagione 2023/2024, il fornitore tecnico è Legea. La maglia interna presenta la classica palatura bluceleste; sul petto è apposta la dicitura 1973-2023, a sottolineare i cinquant’anni dalla precedente apparizione in Serie B. La maglia esterna è bianca: i colori sociali sono richiamati da una sbarra diagonale che solca il torso, nonché su scollo e orli delle maniche. La terza divisa è un completo nero con inserti azzurri su scollo, spalle e maniche. Lo sponsor principale di maglia è Cantine Pirovano, presente sul torso col marchio istituzionale e con il logo Casa Coller, nonché sulla manica col marchio Terre Bentivoglio; sul basso dorso compare il logo Galperti Group.
| Casa | Casa | Terza divisa |

## Rosa
Rosa aggiornata al 1º febbraio 2024.
| N. |                      | Ruolo | Calciatore               |
| -- | -------------------- | ----- | ------------------------ |
| 1  | Italia (bandiera)    | P     | Riccardo Melgrati        |
| 2  | Croazia (bandiera)   | D     | Vedran Celjak (capitano) |
| 4  | Svezia (bandiera)    | D     | Zinedin Smajlović        |
| 5  | Italia (bandiera)    | C     | Duccio Degli Innocenti   |
| 6  | Italia (bandiera)    | D     | Alessandro Bianconi      |
| 7  | Italia (bandiera)    | C     | Luca Giudici             |
| 7  | Italia (bandiera)    | C     | Gabriel Lunetta          |
| 8  | Italia (bandiera)    | C     | Alessandro Sersanti      |
| 9  | Italia (bandiera)    | A     | Umberto Eusepi           |
| 10 | Italia (bandiera)    | A     | Luca Scapuzzi            |
| 10 | Italia (bandiera)    | A     | Eddie Salcedo            |
| 11 | Italia (bandiera)    | A     | Mattia Tordini           |
| 11 | Finlandia (bandiera) | A     | Henri Salomaa            |
| 12 | Italia (bandiera)    | P     | Luca Bonadeo             |
| 13 | Italia (bandiera)    | D     | Matteo Battistini        |
| 13 | Uganda (bandiera)    | D     | Elio Capradossi          |
| 14 | Italia (bandiera)    | A     | Vittorio Parigini        |
| 16 | Italia (bandiera)    | C     | Joshua Tenkorang         |
| 17 | Italia (bandiera)    | D     | Alessandro Caporale      |
| 18 | Italia (bandiera)    | A     | Lorenzo Pinzauti         |
| 20 | Italia (bandiera)    | D     | Francesco Donati         |
| 21 | Italia (bandiera)    | C     | Giovanni Crociata        |

| N. |                        | Ruolo | Calciatore           |
| -- | ---------------------- | ----- | -------------------- |
| 22 | Italia (bandiera)      | P     | Umberto Saracco      |
| 23 | Italia (bandiera)      | D     | Eyob Zambataro       |
| 23 | Italia (bandiera)      | P     | Eugenio Lamanna      |
| 26 | Italia (bandiera)      | C     | Marco Frigerio       |
| 27 | Moldavia (bandiera)    | C     | Artur Ioniță         |
| 28 | Francia (bandiera)     | D     | Corentin Louakima    |
| 29 | Polonia (bandiera)     | C     | Marcin Listkowski    |
| 32 | Italia (bandiera)      | C     | Franco Lepore        |
| 34 | Italia (bandiera)      | D     | Luca Marrone         |
| 44 | Italia (bandiera)      | C     | Davide Guglielmotti  |
| 45 | Italia (bandiera)      | A     | Roberto Inglese      |
| 68 | Albania (bandiera)     | D     | Brayan Boci          |
| 68 | Italia (bandiera)      | D     | Mario Ierardi        |
| 73 | Italia (bandiera)      | A     | Lorenzo Di Stefano   |
| 77 | Italia (bandiera)      | A     | Doudou Mangni'       |
| 80 | Italia (bandiera)      | C     | Vittorio Agostinelli |
| 81 | Italia (bandiera)      | A     | Giacomo Beretta      |
| 83 | Belgio (bandiera)      | D     | Mats Lemmens         |
| 90 | Stati Uniti (bandiera) | A     | Andrija Novakovich   |
| 92 | Italia (bandiera)      | C     | Francesco Ardizzone  |
| 96 | Italia (bandiera)      | C     | Giorgio Galli        |
| 99 | Italia (bandiera)      | A     | Nicolò Buso          |

## Calciomercato

### Sessione estiva (dall'1/7 all'8/9)
| Acquisti         | Acquisti               | Acquisti              | Acquisti                         |
| R.               | Nome                   | da                    | Modalità                         |
| ---------------- | ---------------------- | --------------------- | -------------------------------- |
| P                | Umberto Saracco        | Audace Cerignola      | prestito con diritto di riscatto |
| D                | Brayan Boci            | Genoa                 | prestito                         |
| D                | Alessandro Caporale    | Virtus Francavilla    | definitivo                       |
| D                | Francesco Donati       | Empoli                | prestito                         |
| D                | Mats Lemmens           | Lecce                 | prestito con diritto di riscatto |
| D                | Luca Marrone           | Monza                 | svincolato                       |
| C                | Vittorio Agostinelli   | Fiorentina            | prestito                         |
| C                | Giovanni Crociata      | Empoli                | definitivo                       |
| C                | Duccio Degli Innocenti | Empoli                | prestito                         |
| C                | Davide Guglielmotti    | Reggiana              | definitivo                       |
| C                | Artur Ioniță           | Pisa                  | prestito con diritto di riscatto |
| C                | Alessandro Sersanti    | Juventus              | prestito                         |
| C                | Joshua Tenkorang       | Cremonese             | prestito                         |
| A                | Lorenzo Di Stefano     | Sampdoria             | definitivo                       |
| A                | Andrija Novakovich     | Venezia               | prestito con diritto di riscatto |
| Altre operazioni |                        |                       |                                  |
| R.               | Nome                   | da                    | Modalità                         |
| P                | Luca Bonadeo           | Seregno               | fine prestito                    |
| D                | Alessandro Bianconi    | Ancona                | riscatto del cartellino          |
| D                | Enrico Rossi           | San Donato Tavarnelle | fine prestito                    |
| C                | Francesco Ardizzone    | Turris                | riscatto del cartellino          |
| C                | Gian Marco Nesta       | Viterbese             | fine prestito                    |
| A                | Lorenzo Berra          | Città di Varese       | fine prestito                    |
| A                | Alessandro Galeandro   | Alessandria           | definitivo                       |
| A                | Filippo Liberati       | Folgore Caratese      | fine prestito                    |
| A                | Stefano Longo          | Livorno               | fine prestito                    |

| Cessioni         | Cessioni             | Cessioni             | Cessioni                         |
| R.               | Nome                 | a                    | Modalità                         |
| ---------------- | -------------------- | -------------------- | -------------------------------- |
| P                | Federico Maffi       | Casatese             | svincolato                       |
| P                | Simone Stucchi       | Club Milano          | svincolato                       |
| D                | Francesco Cusumano   | Vis Pesaro           | fine prestito                    |
| D                | Patrick Enrici       | Taranto              | definitivo                       |
| D                | Christian Maldini    |                      | fine carriera                    |
| D                | Simone Pecorini      | Sant'Angelo          | svincolato                       |
| D                | Luca Stanga          | Rimini               | prestito                         |
| C                | Stefano Girelli      | Cremonese            | fine prestito                    |
| C                | Carlo Ilari          | Lumezzane            | prestito con diritto di riscatto |
| C                | Erald Lakti          | Arzignano Valchiampo | svincolato                       |
| C                | Carlo Martorelli     |                      | svincolato                       |
| C                | Federico Zuccon      | Atalanta             | fine prestito                    |
| A                | Cristian Bunino      | Brindisi             | prestito                         |
| Altre operazioni |                      |                      |                                  |
| R.               | Nome                 | a                    | Modalità                         |
| D                | Enrico Rossi         | Alessandria          | definitivo                       |
| A                | Lorenzo Berra        |                      | svincolato                       |
| A                | Alessandro Galeandro | Gubbio               | prestito con diritto di riscatto |
| A                | Filippo Liberati     | Città di Varese      | svincolato                       |
| A                | Stefano Longo        | Sansepolcro          | svincolato                       |

### Operazioni tra le due sessioni
| Acquisti | Acquisti | Acquisti | Acquisti |
| R.       | Nome     | da       | Modalità |
| -------- | -------- | -------- | -------- |

| Cessioni | Cessioni         | Cessioni         | Cessioni   |
| R.       | Nome             | a                | Modalità   |
| -------- | ---------------- | ---------------- | ---------- |
| C        | Gian Marco Nesta | Favl Cimini      | svincolato |
| A        | Luca Scapuzzi    | Folgore Caratese | svincolato |

### Sessione invernale (dal 2/1 all'1/2)
| Acquisti         | Acquisti          | Acquisti     | Acquisti                         |
| R.               | Nome              | da           | Modalità                         |
| ---------------- | ----------------- | ------------ | -------------------------------- |
| P                | Eugenio Lamanna   | Monza        | definitivo                       |
| D                | Elio Capradossi   | Cagliari     | svincolato                       |
| D                | Mario Ierardi     | L.R. Vicenza | prestito con diritto di riscatto |
| D                | Corentin Louakima | Roma         | definitivo                       |
| D                | Zinedin Smajlović | Lecce        | prestito                         |
| C                | Marco Frigerio    | Foggia       | definitivo                       |
| C                | Marcin Listkowski | Lecce        | prestito                         |
| C                | Gabriel Lunetta   | Südtirol     | definitivo                       |
| A                | Giacomo Beretta   | Foggia       | prestito con diritto di riscatto |
| A                | Roberto Inglese   | Parma        | prestito                         |
| A                | Vittorio Parigini | Feralpisalò  | definitivo                       |
| A                | Eddie Salcedo     | Inter        | prestito con diritto di riscatto |
| A                | Henri Salomaa     | Lecce        | prestito con diritto di riscatto |
| Altre operazioni |                   |              |                                  |
| R.               | Nome              | da           | Modalità                         |
| P                | Luca Bonadeo      | Modena       | prestito                         |
| P                | Domingo Dalmasso  | Foggia       | definitivo                       |
| D                | Luca Stanga       | Rimini       | fine prestito                    |

| Cessioni         | Cessioni             | Cessioni         | Cessioni                         |
| R.               | Nome                 | a                | Modalità                         |
| ---------------- | -------------------- | ---------------- | -------------------------------- |
| D                | Matteo Battistini    | Crotone          | prestito con diritto di riscatto |
| D                | Brayan Boci          | Genoa            | risoluzione prestito             |
| D                | Francesco Donati     | Empoli           | risoluzione prestito             |
| D                | Luca Marrone         | Cremonese        | prestito con diritto di riscatto |
| D                | Eyob Zambataro       | Torres           | definitivo                       |
| C                | Vittorio Agostinelli | Fiorentina       | risoluzione prestito             |
| C                | Luca Giudici         | Feralpisalò      | definitivo                       |
| C                | Joshua Tenkorang     | Cremonese        | risoluzione prestito             |
| A                | Lorenzo Di Stefano   | Modena           | definitivo                       |
| A                | Umberto Eusepi       | Monterosi Tuscia | definitivo                       |
| A                | Doudou Mangni        | Alessandria      | prestito                         |
| A                | Lorenzo Pinzauti     | Renate           | prestito                         |
| A                | Mattia Tordini       | Padova           | prestito con diritto di riscatto |
| Altre operazioni |                      |                  |                                  |
| R.               | Nome                 | da               | Modalità                         |
| P                | Luca Bonadeo         | Modena           | definitivo                       |
| P                | Domingo Dalmasso     | Monopoli         | prestito                         |
| D                | Luca Stanga          | Juve Stabia      | prestito                         |
| C                | Francesco Ardizzone  | Monopoli         | prestito                         |

## Risultati

### Serie B

#### Girone di andata
| Arbitro: | Cosso (Reggio Calabria) |

|                |           |                            |
| L. Tramoni 63’ | Marcatori | 23’ Bianconi 90+6’ Tordini |

| Lecco 8 novembre 2023, ore 18:30 CET 2ª giornata | Lecco              | 0 – 0 referto | Spezia | Stadio Rigamonti-Ceppi (4 029 spett.)\| Arbitro: \| Monaldi (Macerata) \| |
| Arbitro:                                         | Monaldi (Macerata) |               |        |                                                                           |

| Como 28 novembre 2023, ore 18:30 CET 3ª giornata | Como             | 0 – 0 referto | Lecco | Stadio Giuseppe Sinigaglia (5 847 spett.)\| Arbitro: \| Rapuano (Rimini) \| |
| Arbitro:                                         | Rapuano (Rimini) |               |       |                                                                             |

| Arbitro: | Feliciani (Teramo) |

|                                          |           |                                                         |
| Novakovich 64’ Caporale 83’ Eusepi 90+2’ | Marcatori | 31’ Iemmello 56’ Vandeputte 85’ Verna 88’ A. Donnarumma |

| Arbitro: | Ferrieri Caputi (Livorno) |

|  |           |                            |
|  | Marcatori | 3’ Borrelli 63’ F. Bianchi |

| Modena 23 settembre 2023, ore 14:00 CEST 6ª giornata | Modena               | 0 – 0 referto | Lecco | Stadio Alberto Braglia (8 514 spett.)\| Arbitro: \| Perenzoni (Rovereto) \| |
| Arbitro:                                             | Perenzoni (Rovereto) |               |       |                                                                             |

| Arbitro: | Rutella (Enna) |

|          |           |                           |
| Buso 52’ | Marcatori | 51’ Balestrero 54’ Felici |

| Arbitro: | Volpi (Arezzo) |

|                            |           |            |
| Pittarello 87’ Cassano 89’ | Marcatori | 20’ Ioniță |

| Arbitro: | Ghersini (Genova) |

|                          |           |  |
| Forte 4’, 50’ Marras 25’ | Marcatori |  |

| Arbitro: | Santoro (Messina) |

|  |           |                              |
|  | Marcatori | 35’ Nestorovski 55’ Quaranta |

| Arbitro: | Piccinini (Forlì) |

|                      |           |                          |
| Brunori 90+6’ (rig.) | Marcatori | 8’ Crociata 41’ Sersanti |

| Arbitro: | Tremolada (Monza) |

|             |           |          |
| Antiste 26’ | Marcatori | 66’ Buso |

| Arbitro: | Pairetto (Nichelino) |

|                                    |           |                                       |
| Novakovich 23’ Buso 42’ Lepore 57’ | Marcatori | 12’ (rig.) Benedyczak 70’ Charpentier |

| Arbitro: | Camplone (Pescara) |

|                 |           |  |
| Castagnetti 20’ | Marcatori |  |

| Arbitro: | Baroni (Firenze) |

|          |           |  |
| Buso 70’ | Marcatori |  |

| Arbitro: | Perenzoni (Rovereto) |

|                        |           |  |
| Seb. Esposito 39’, 71’ | Marcatori |  |

| Arbitro: | Minelli (Varese) |

|                     |           |                                |
| Ioniță 21’ Buso 38’ | Marcatori | 51’, 69’ Raimondo 76’ Luperini |

| Arbitro: | Cosso (Reggio Calabria) |

|                          |           |                              |
| Johnsen 57’ Tessmann 60’ | Marcatori | 21’ (rig.) Lepore 71’ Ioniță |

| Arbitro: | Monaldi (Macerata) |

|                     |           |                      |
| Novakovich 63’, 76’ | Marcatori | 52’ (rig.) Casiraghi |

#### Girone di ritorno
| Arbitro: | Maresca (Napoli) |

|                                                   |           |                                           |
| Verna 18’ Sounas 48’, 65’ Iemmello 52’ Biasci 88’ | Marcatori | 25’ Di Stefano 29’ Lemmens 55’ Novakovich |

| Arbitro: | Gualtieri (Asti) |

|                   |           |                                     |
| Lepore 82’ (rig.) | Marcatori | 30’ Veloso 74’ Calabresi 85’ Mlakar |

| Arbitro: | Minelli (Varese) |

|                                                      |           |          |
| Martella 10’ Felici 66’ Butić 70’, 86’ Tonetto 90+4’ | Marcatori | 79’ Buso |

| Arbitro: | Zufferli (Udine) |

|  |           |                 |
|  | Marcatori | 54’ (rig.) Coda |

| Arbitro: | Cosso (Reggio Calabria) |

|                                   |           |                |
| Benali 26’ Pușcaș 53’ Sibilli 69’ | Marcatori | 81’ Novakovich |

| Arbitro: | Perenzoni (Rovereto) |

|                    |           |                                      |
| Venturi 61’ (aut.) | Marcatori | 4’, 45+3’ (rig.) Tutino 54’ Frabotta |

| Terni 24 febbraio 2024, ore 16:15 CET 26ª giornata | Ternana           | 0 – 0 referto | Lecco | Stadio Libero Liberati (4 869 spett.)\| Arbitro: \| Ghersini (Genova) \| |
| Arbitro:                                           | Ghersini (Genova) |               |       |                                                                          |

| Arbitro: | Feliciani (Teramo) |

|  |           |                                           |
|  | Marcatori | 3’ Goldaniga 21’ Bellemo 90+2’ Abildgaard |

| Arbitro: | Santoro (Messina) |

|            |           |  |
| Tait 90+2’ | Marcatori |  |

| Arbitro: | Pezzuto (Lecce) |

|  |           |                |
|  | Marcatori | 36’ Nedelcearu |

| Arbitro: | Rutella (Enna) |

|                                                        |           |                   |
| Caligara 19’ (rig.), 42’ (rig.) Bellusci 71’ Ďuriš 86’ | Marcatori | 13’ (rig.) Lepore |

| Arbitro: | Zufferli (Udine) |

|              |           |           |
| Crociata 44’ | Marcatori | 26’ Negro |

| Arbitro: | Ayroldi (Molfetta) |

|             |           |          |
| Hristov 12’ | Marcatori | 41’ Buso |

| Arbitro: | Minelli (Varese) |

|            |           |  |
| Ioniță 60’ | Marcatori |  |

| Arbitro: | Marcenaro (Genova) |

|          |           |                          |
| Buso 22’ | Marcatori | 58’ Pohjanpalo 60’ Busio |

| Arbitro: | Rutella (Enna) |

|                                         |           |  |
| Bernabé 15’, 31’ Mihăilă 22’ Camara 88’ | Marcatori |  |

| Arbitro: | Tremolada (Monza) |

|  |           |             |
|  | Marcatori | 81’ De Luca |

| Arbitro: | Di Marco (Ciampino) |

|                                               |           |               |
| Bjarnason 12’ Moncini 16’, 52’ F. Bianchi 74’ | Marcatori | 90+1’ Inglese |

| Arbitro: | Collu (Cagliari) |

|                       |           |                                |
| Sersanti 22’ Buso 59’ | Marcatori | 2’, 35’ Strizzolo 29’ Bozhanaj |

## Statistiche

### Statistiche di squadra
| Competizione | Punti | In casa | In casa | In casa | In casa | In casa | In casa | In trasferta | In trasferta | In trasferta | In trasferta | In trasferta | In trasferta | Totale | Totale | Totale | Totale | Totale | Totale | DR |
| Competizione | Punti | G       | V       | N       | P       | Gf      | Gs      | G            | V            | N            | P            | Gf           | Gs           | G      | V      | N      | P      | Gf     | Gs     | DR |
| ------------ | ----- | ------- | ------- | ------- | ------- | ------- | ------- | ------------ | ------------ | ------------ | ------------ | ------------ | ------------ | ------ | ------ | ------ | ------ | ------ | ------ | -- |
| Serie B      | 0     | 9       | 3       | 1       | 5       | 12      | 16      | 10           | 2            | 4            | 4            | 8            | 13           | 19     | 5      | 5      | 9      | 20     | 29     | -9 |

### Andamento in campionato
| Giornata  | 1  | 2  | 3  | 4  | 5  | 6  | 7  | 8  | 9  | 10 | 11 | 12 | 13 | 14 | 15 | 16 | 17 | 18 | 19 | 20 | 21 | 22 | 23 | 24 | 25 | 26 | 27 | 28 | 29 | 30 | 31 | 32 | 33 | 34 | 35 | 36 | 37 | 38 |
| --------- | -- | -- | -- | -- | -- | -- | -- | -- | -- | -- | -- | -- | -- | -- | -- | -- | -- | -- | -- | -- | -- | -- | -- | -- | -- | -- | -- | -- | -- | -- | -- | -- | -- | -- | -- | -- | -- | -- |
| Luogo     | T  | C  | T  | C  | C  | T  | C  | T  | T  | C  | T  | T  | C  | T  | C  | T  | C  | T  | C  | T  | C  | T  | C  | T  | C  | T  | C  | T  | C  | T  | C  | T  | C  | C  | T  | C  | T  | C  |
| Risultato | V  | N  | N  | P  | P  | N  | P  | P  | P  | P  | V  | N  | V  | P  | V  | P  | P  | N  | V  | P  | P  | P  | P  | P  | P  | N  | P  | P  | P  | P  | N  | N  | V  | P  | P  | P  | P  | P  |
| Posizione | 20 | 17 | 17 | 19 | 20 | 18 | 20 | 20 | 20 | 20 | 18 | 17 | 17 | 17 | 16 | 16 | 19 | 17 | 15 | 16 | 17 | 20 | 20 | 20 | 20 | 20 | 20 | 20 | 20 | 20 | 20 | 20 | 20 | 20 | 20 | 20 | 20 | 20 |

Legenda:

Luogo: C = Casa; T = Trasferta. Risultato: V = Vittoria; N = Pareggio; P = Sconfitta.

### Statistiche dei giocatori
Sono in corsivo i calciatori che hanno lasciato la società a stagione in corso.
| Giocatore          | Serie B  | Serie B | Serie B     | Serie B    |
| Giocatore          | Presenze | Reti    | Ammonizioni | Espulsioni |
| ------------------ | -------- | ------- | ----------- | ---------- |
| V. Agostinelli     | 2        | 0       | 0           | 0          |
| M. Battistini      | 13       | 0       | 2           | 0          |
| G. Beretta         | 2        | 0       | 0           | 0          |
| A. Bianconi        | 23       | 1       | 4           | 0          |
| B. Boci            | 0        | 0       | 0           | 0          |
| N. Buso            | 34       | 9       | 2           | 0          |
| A. Caporale        | 30       | 1       | 7           | 0          |
| E. Capradossi      | 6        | 0       | 1           | 0          |
| V. Celjak          | 28       | 0       | 3           | 1          |
| G. Crociata        | 36       | 2       | 13          | 0          |
| D. Degli Innocenti | 29       | 0       | 8           | 0          |
| L. Di Stefano      | 13       | 1       | 1           | 0          |
| F. Donati          | 1        | 0       | 0           | 0          |
| U. Eusepi          | 12       | 1       | 1           | 0          |
| M. Frigerio        | 7        | 0       | 1           | 0          |
| G. Galli           | 27       | 0       | 3           | 0          |
| L. Giudici         | 11       | 0       | 0           | 0          |
| D. Guglielmotti    | 22       | 0       | 5           | 0          |
| M. Ierardi         | 8        | 0       | 2           | 0          |
| R. Inglese         | 14       | 1       | 0           | 0          |
| A. Ioniță          | 36       | 4       | 3           | 0          |
| E. Lamanna         | 3        | -3      | 1           | 0          |
| M. Lemmens         | 18       | 1       | 7           | 1          |
| F. Lepore          | 33       | 3       | 6           | 0          |
| M. Listkowski      | 10       | 0       | 0           | 0          |
| G. Lunetta         | 10       | 0       | 1           | 0          |
| D. Mangni          | 1        | 0       | 0           | 0          |
| L. Marrone         | 8        | 0       | 4           | 0          |
| R. Melgrati        | 23       | -50     | 0           | 0          |
| A. Novakovich      | 38       | 6       | 4           | 0          |
| V. Parigini        | 13       | 0       | 4           | 0          |
| L. Pinzauti        | 2        | 0       | 0           | 0          |
| E. Salcedo         | 10       | 0       | 1           | 0          |
| H. Salomaa         | 3        | 0       | 0           | 0          |
| U. Saracco         | 13       | -19     | 0           | 0          |
| L. Scapuzzi        | 0        | 0       | 0           | 0          |
| A. Sersanti        | 33       | 2       | 1           | 0          |
| J. Tenkorang       | 6        | 0       | 0           | 0          |
| M. Tordini         | 9        | 1       | 3           | 0          |
| E. Zambataro       | 0        | 0       | 0           | 0          |